# Pierre-Olivier Georget
Pour les articles homonymes, voir Georget.
Pierre-Olivier Georget (né en 1965) est un joueur de Scrabble français habitant à Saint-Jean-Pla-de-Corts dans les Pyrénées-Orientales, membre (et créateur) du club de Saint-Jean-Pla-de-Corts. Il est champion du monde de Scrabble classique en 2012. Il remporte à 5 reprises le Championnat de France de Scrabble classique : en 2003 contre Jean Dol, en 2004 et 2007 contre Hervé Bohbot, en 2009 contre Nicolas Douté et en 2013 contre Jean-François Ramel. Il joue aussi en Scrabble duplicate et a fini 5e en 1991 aux championnats du monde de Scrabble à Fleurier en Suisse. Il est neuf fois champion du Languedoc-Roussillon en duplicate. Depuis 1991, il apparait trois fois dans les dix premiers du classement international des joueurs de duplicate. Le 22 mars 2009, il établit une cote record en Scrabble classique de 3 192.
Le 23 juillet 2009, il se qualifie en première place pour la finale du championnat du monde de Scrabble classique, face à Benjamin Valour. Il perd la finale 2 manches à 1, ce qui permet à Benjamin de devenir le nouveau champion du monde et dépasser la cote maximale de 3 192 établie par Pierre-Olivier le 22 mars.
Le 30 juillet 2012, il se qualifie à nouveau en première place pour la finale du championnat du monde de Scrabble classique, face à Julien Affaton et remporte la finale 2 manches à 1,.
Le 12 août 2012, il remporte les masters de Scrabble classique du Languedoc-Roussillon et, à cette occasion, bat de nouveau le record de la cote maximale qu'il porte à 3 764.
Le 17 mars 2013, il remporte pour la cinquième fois le Championnat de France de Scrabble classique et porte le record de la cote maximale à 3 855

## Palmarès
- Championnat de France de Scrabble classique
  - 2003 : 1re place
  - 2004 : 1re place
  - 2005 : 2e place
  - 2006 : 8e place
  - 2007 : 1re place
  - 2008 : 15e place
  - 2009 : 1re place
  - 2010 : 10e place
  - 2011 : 19e place
  - 2012 : 17e place
  - 2013 : 1re place

- Championnat du monde de Scrabble classique
  - 2006 : 11e place
  - 2007 : 7e place
  - 2008 : n'a pas participé aux championnats
  - 2009 : 2e place
  - 2010 : 36e place
  - 2011 : n'a pas participé aux championnats
  - 2012 : 1re place

- Championnat du monde de Scrabble duplicate
  - 1991 : 5e place
  - 1995 : 7e place
  - 2004 : 9e place

- Championnat du monde de blitz de Scrabble duplicate
  - 2004 : 3e place

- Championnat de France en semi-rapide (duplicate)
  - 2000: 1re place

- Championnat du Languedoc-Roussillon en duplicate
  - vainqueur en 1992, 1993, 1996, 2000, 2001, 2002, 2005, 2010 et 2011.

## Publications
- Gagnez au jeu Scrabble : tous les secrets pour mieux jouer, Larousse, 2005, 448 p. (ISBN 2-03-560370-6)Coécrit avec Aurélien Delaruelle, Étienne Budry, Jean-Pierre Hellebaut, Olivier Papleux et Maurice Paradis

## Records anecdotiques
- Premier recordman de la partie duplicate la plus longue : 92 coups (invalidé par l'ODS 5)
- Nombre de parties de Scrabble classique gagnées successivement en championnat du monde : 13 (parties 1 à 13 du championnat du monde de Scrabble classique 2012)
- Coauteur de la cocotte en papier la plus grande du monde : 5,42 m. Réalisée le 23 mai 1981 à Rambouillet avec Jérôme Tourneyre, Thierry Collard, Jean-Luc Repourg et Denis Alcon. Procès-verbal établi par Maître Henri Le Honsec, huissier de justice à Rambouillet[réf. nécessaire]